# Phlox oklahomensis
Phlox oklahomensis är en blågullsväxtart som beskrevs av Edgar Theodore Wherry. Phlox oklahomensis ingår i släktet floxar, och familjen blågullsväxter. Inga underarter finns listade i Catalogue of Life.